# Erőszak
Az erőszak kifejezés írja le azokat a gyakran előre eltervezett cselekményeket, amelyek más élőlényeknek fájdalmat, sérülést, szenvedést okoznak, illetve más embereket valamire fizikai erővel vagy hatalmi nyomással kényszerítenek. Az erőszak gyakran agresszióval párosul.

## Megjelenési forma szerint
Az eszközök és a célok jellegét tekintve alapjában véve kétfajta erőszak létezik: módszertelen erőszak, amely vaktában elkövetett erőszakos cselekmények szűk halmazát jelenti, és módszeres erőszak, amely erőszakos csoportok célzott, szervezett fellépéseiből áll.

## Társadalmi összefüggés szerint
Különböző társadalmi csoportok közötti erőszak formái, úgy is mint háború, terrorizmus, fegyveres beavatkozás, megszállás stb. Ennek következményei nemzetközi jogszabályok, államközi szerződések, ill. az érintett állam(ok) törvényeiből tevődnek össze.
A társadalmon belüli erőszak különböző formái és szintjei, úgy is mint bántalmazás, kényszerítés, kínzás, molesztálás, rongálás, szexuális erőszak, testi sértés stb. Ezek a cselekmények társadalmi és/vagy jogi szankciókkal járnak, de nem minden társadalomban számítanak ugyanolyan bűncselekménynek.

## Jogi következmények szerint
Az erőszakos cselekmények jogi környezettől függően büntethető vagy nem büntethető kategóriába esnek. Eltérő társadalmak eltérő szabályozást alkalmaznak az erőszak büntetendő és nem büntetendő formáira. A felvilágosult társadalmakban az erőszak széles körben elfogadhatatlan megnyilvánulási szintjeit indokolatlan erőszaknak, kegyetlenségnek szokták tekinteni, és azokat nyíltan elutasítják. A erőszakmentes társadalomért civil szervezeteket hoznak létre.